# Я мечтаю
Я мечтаю (англ.I Dream) — британский телевизионный сериал в жанре мюзикла с участием членов молодёжной поп-группы «S Club 8», снятый в 2004 году.

## Сюжет
Действие сериала разворачивается вокруг тринадцати талантливых подростков, получивших приглашения провести лето в престижной музыкальной академии «Авалон Хайтс» («Avalon Heights») под руководством эксцентричного профессора Туна.

## Серии
Сериал состоит из 13 эпизодов, каждый из которых включает несколько музыкальных номеров в исполнении главных героев. Заглавную музыкальную тему «Dreaming» исполняют Кэлвин Голдспинк и Фрэнки Сэндфорд.
| #  | Премьера         | Название                                | Песни                                                                              |
| -- | ---------------- | --------------------------------------- | ---------------------------------------------------------------------------------- |
| 1  | 22 сентября 2004 | Почему я? (Why Me?)                     | «Welcome to Avalon Heights» (Тун) «Why Me?» (Феликс, Олли, Эми, Натали, Хаш)       |
| 2  | 29 сентября 2004 | Только для отчёта (Just for the Record) | «Beautiful Thing» (Кэлвин и Джей) «Can I Trust You?» (Феликс и Эми)                |
| 3  | 6 октября 2004   | Первая страница (Hold the Front Page)   | «Waste Your Time on Me» (Натали) «Take Me as I Am» (Хаш)                           |
| 4  | 13 октября 2004  | Образ жизни (Lifestyle)                 | «Make a Change» (Тун, Фрэнки, Кэлвин) «I’m Here» (Олли)                            |
| 5  | 20 октября 2004  | Радио, радио! (Radio, Radio!)           | «I’m Not Coming with You» (Хаш) «Goodbye Radio» (Феликс)                           |
| 6  | 27 октября 2004  | Благотворительность (Charity Record)    | «You’re a Star» (Натали) «Don’t Steal Our Sunshine» (Фрэнки и Кэлвин)              |
| 7  | 3 ноября 2004    | Оливер (Oliver)                         | «Sunshine» (Олли) «Been There» (Кэлвин)                                            |
| 8  | 10 ноября 2004   | Вместе (Together)                       | «Show Me the Stage» (Кэлвин, Аарон, Джей) «Our Life» (Стейси, Эми, Натали)         |
| 9  | 17 ноября 2004   | Личное видео Джея (Jay’s Private Video) | «I Dream» (Эми) «Back Off» (Джей)                                                  |
| 10 | 24 ноября 2004   | Рэп-унцель (Rap-unzel)                  | «Open Up My Heart» (Феликс и Эми)                                                  |
| 11 | 1 декабря 2004   | Живи легко (And the Living is Easy)     | «Here Comes Summer» (Кэлвин) «All of the Above» (Феликс)                           |
| 12 | 8 декабря 2004   | Семьи (Families)                        | «Higher» (Олли) «Say It’s Alright» (Олли)                                          |
| 13 | 15 декабря 2004  | Влюблённый Тун (Toone in Love)          | «Be My Lollie» (Тун и Лолли) «I Want You» (Тун) «I Want You Around» (Феликс и Эми) |

## Актёры
| Актёр            | Персонаж |
| ---------------- | -------- |
| Фрэнки Сэндфорд  | Фрэнки   |
| Кэлвин Голдспинк | Кэлвин   |
| Дейзи Эванс      | Дейзи    |
| Стейси Макклейн  | Стейси   |
| Ханна Ричингс    | Ханна    |
| Джей Асторис     | Джей     |
| Аарон Ренфри     | Аарон    |
| Рошель Вайзмен   | Рошель   |

| Актёр             | Персонаж |
| ----------------- | -------- |
| Хелен Карап       | Хаш      |
| Рейчел Хайд-Харви | Эми      |
| Лорна Уонт        | Натали   |
| Мэтт Ди Анджело   | Феликс   |
| Джордж Вуд        | Олли     |
| Кристофер Ллойд   | Тун      |
| Уэйн Моррис       | Патрик   |
| Рейчел Хейл       | Анали    |

## Трансляция
Сериал «Я мечтаю» выходил на британском канале CBBC (Children’s BBC) с 22 сентября по 15 декабря 2004 года. В России он был показан на «МУЗ-ТВ» в 2008.